# مگس‌گیر سوئیریری
مگس‌گیر سوئیریری (نام علمی: Suiriri suiriri) گونه‌ای از پرندگان در زیرتیرهٔ Elaeniinae از تیرهٔ ژیان‌مرغان (Tyrannidae) است که در آرژانتین، بولیوی، برزیل، پاراگوئه، سورینام و اروگوئه یافت می‌شود.